# Fudge Tunnel
Fudge Tunnel est un groupe de sludge metal britannique, originaire de Nottingham. Il est formé en 1988 autour du chanteur/guitariste Alex Newport, et dissous en 1995.

## Biographie
Le trio originellement constitué d'Alex Newport (chanteur et guitariste), de Mark et Adrian Parkin (respectivement bassiste et batteur) trouve rapidement sa formation définitive avec l'arrivée de Dave Riley à la basse. Après deux mini-albums très remarqués et publiés par Pigboy Records, le groupe signe avec le label indépendant Earache Records et sort son premier album (Hate Songs in E Minor). L'originalité de Fudge Tunnel réside dans une section rythmique tour à tour nerveuse et hypnotique, un son de guitare massif et puissant et un sens de l'humour teinté d'ironie.
Deux autres albums suivront, en 1993 (Creep Diets) et 1994 (The Complicated Futility Of Ignorance) qui apporteront au groupe une reconnaissance plus internationale. C'est le moment que choisissent les membres de Fudge Tunnel pour se séparer, estimant avoir fait le tour de la question et laissant derrière eux une œuvre dense et sans « fausse note ».
Alex Newport est le cofondateur du projet Nailbomb aux côtés de Max Cavalera (Sepultura) et mène à Los Angeles une brillante carrière de producteur (Sepultura, At the Drive-In, The Mars Volta, Samiam, The Icarus Line…). Il a également joué dans le groupe Theory of Ruin qui a sorti, en 2002, Counter-Culture Nosebleed.

## Discographie

### Albums studio
- 1991 : Hate Songs in E Minor (Earache)
- 1993 : Creep Diets (Earache)
- 1994 : The Complicated Futility of Ignorance (Earache)

### Singles et EP
- 1989 : Sex Mammoth (Pigboy)
- 1990 : The Sweet Sound of Excess (Pigboy)
- 1992 : Fudgecake (Pigboy)
- 1992 : Teeth (Earache)
- 1994 : The Joy of Irony (Earache)

### Compilations
- 1994 - In a Word (Earache)
- 1996 - Whore - Various Artists Play Wire (WMO)